# 電動バランサ
電動バランサ（でんどうバランサ）とは荷重センサ（ロードセル）とサーボモータを使った助力装置のこと。

## 概要
バランサとは動力を用いて吊荷と吊り合う力を発生させ均衡を保ち、人の作業負担を軽減させるための助力装置を指す。電動バランサは動力にサーボモータを用い、荷重センサ、エンコーダにより吊荷をより細かくコントロールすることが可能で作業者が思う通りに重い吊荷を操作できる。吊荷が宙吊りの状態ではセンサにより重さを感知し、その場で吊り合うようにコントロールされる。この状態から人が手を加えて上げる（もしくは下げる）わずかな力の変化を検知してモータで巻き上げ（巻きおろし）を制御することで荷物を自由に上げ下げできる仕組みになっている。
電動バランサは吊荷の重さに応じて選定するが、10キログラムから1.5トンくらいまでの吊荷を人の手でコントロールできるものがある。
古くから高圧エアを動力としたバランサがあったが、エアを必要とせず使い勝手の良い電動バランサに置き変わりつつある。安全面を比較した場合も、センサを内蔵した電動バランサのほうが設定を自在にカスタマイズできることからエアバランサと比べて電動バランサに優位性がある。
ばねを動力にしたスプリングバランサは安価で種類も豊富であるが常に吊り荷と同じ荷重を発生させているだけの単純な機構のため、工具の補助器など利用目的が限られている。

## 種類
形状から分類すると電動バランサにはホイスト型とアーム型、テーブル型がある。
ホイスト型
ホイストのような形状で上から吊るタイプ。
本体内部にモータ、センサを内蔵していて市販されているものがある。主なものとして（株）キトー製の電動チェーンバランサや（株）ROBOTEC製のMoon Lifterが挙げられる。
ホイスト同様、レールなどと組み合わせて使うことで横移動も自由になる。
アーム型
腕のように関節部があり、モータで直接または間接的に制御する。
上部に横行レールなどを施設できない場所などでは有効だが、設置場所でアンカー工事が必要な場合が多い。
テーブル型
噛合チェーンやジャッキなどをモータで直接または間接的に制御し、テーブルを上下させるタイプ。車輪をつけて移動式にしているものもある。

## 用途
電動バランサを用いる目的として以下のような用途があげられる。

### 重筋作業対策
工場などで重量物を人力で取り扱う作業（重筋作業）があるが、数十キログラムまでは、作業性やスペースの問題、その他の理由で人が作業せざるを得ない場合がある。特に作業ルーチンとして、重筋作業に携わると、腰痛をはじめ作業者の健康を損なう可能性があり、事業主としても対策を求められるケースがある。
そのような状況で電動バランサは限られたスペースでも設置ができ、また重量物を人の感覚で操作できることから導入されるケースがある。

### 作業効率対策
組立作業において重量物を扱う場合、1～2名が重量物を持ち上げて位置合わせを行いながら、もう一人あるいは数人でねじ止めを行うような作業（例えば、車両のドアの組み付けなど）に電動バランサを導入すると、このような作業が1名で行えるようになり、大幅な作業効率の向上が図れる場合がある。また、ホイストを使用して位置合わせを行うような作業の場合は片手はホイストのコントローラを操作するため、もう一方の手での作業となり、またホイストは細かい位置合わせをするのは難しいため、作業難易度が高い。このような場合も電動バランサを用いることで、高い技能を持った作業員でなくても作業が可能となり、位置合わせのスピードも向上し、効率化が見込める。

### 労働者確保
重量物を人力で扱う場合、重筋作業を行う作業員は、壮年以下の男性に限られる場合が多く、作業者を確保するのが困難になってきている。電動バランサを含めた助力装置の導入は高齢者や女性など“誰でも作業できる環境づくり”を目指す事業主が積極的に導入を進めている。

### 繊細な重量物の搬送
ガラスや、液晶画面、大理石など慎重な取り扱いが求められる重量物の搬送には、片手での作業となるホイストでは破損のリスクがあるが、両手でワークを扱え、人の手感覚で操作ができる電動バランサでは吊り荷をキズつけない優しい搬送が行える。

## 安全性
電動バランサは重量物の取り扱いに関わるため安全性が重要視される。

### 非常時の安全
電源喪失により動力が失われた場合、重さによって吊荷が下がらないようブレーキを内蔵しているものが一般的である。

### 作業時の安全
電動バランサの場合、内蔵するセンサにより吊荷の重量、位置、速度、加速度などの情報からどういう動きをしているかを認識し、設定により危険な動きを制限することが可能になっている。また、サーボモータにより瞬時に制御することで現場によって想定される様々な危険に対処することが可能である。
エアバランサやスプリングバランサの場合、このような細かい制限が難しくなる。